# Thüringerberg
Thüringerberg é um município da Áustria, situado no distrito de Bludenz, na estado de Vorarlberg. Tem 10,4 km² de área e sua população em 2019 foi estimada em 719 habitantes.